# Grigori Andrejewitsch Spiridow

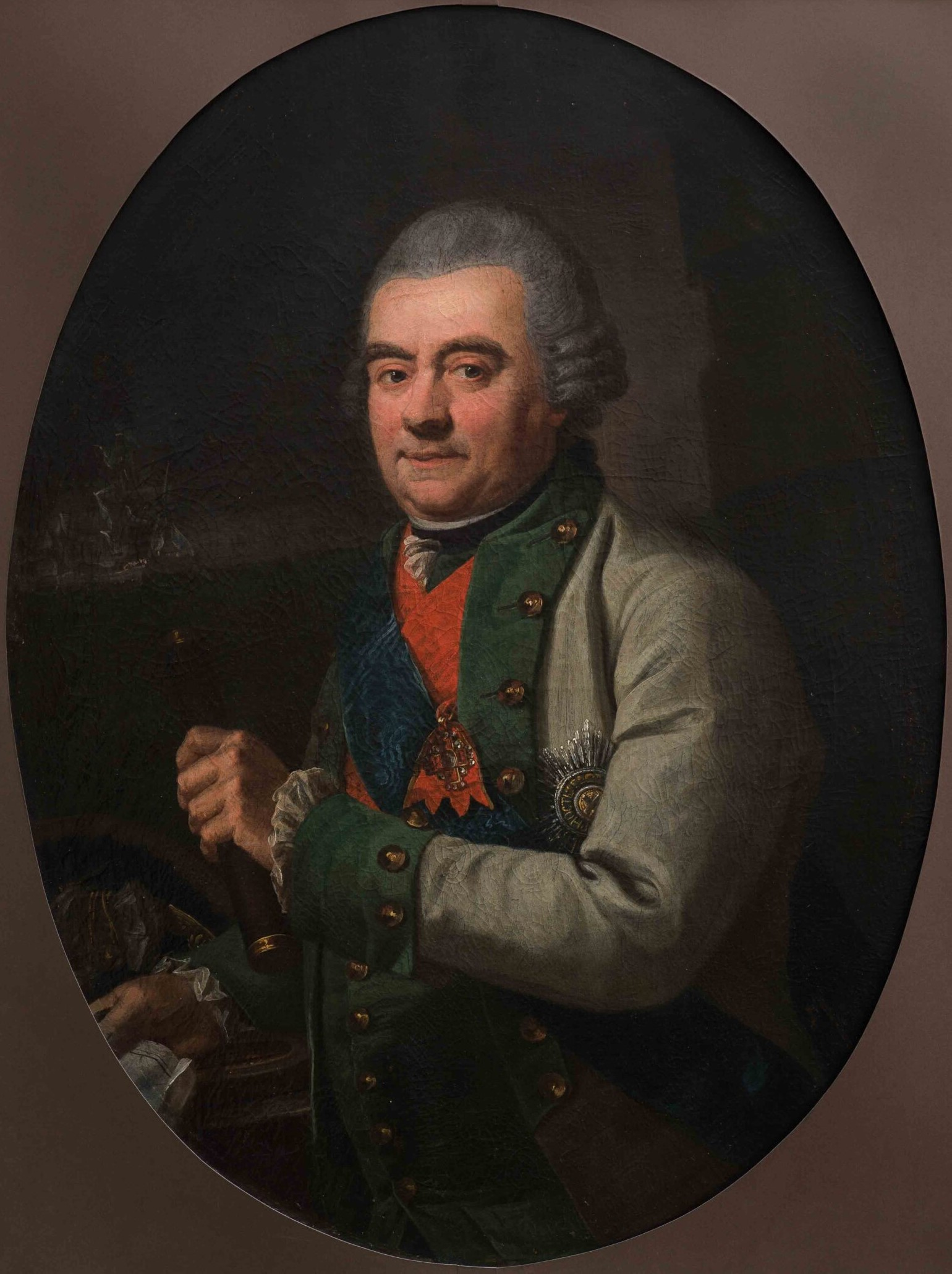

Grigori Andrejewitsch Spiridow (russisch Григорий Андреевич Спиридов; 1713 in Wyborg – 19. April 1790 in Moskau) war ein russischer Marinekommandeur und Admiral (1769).

## Werdegang
Spiridow begann seine Karriere bei der russischen Marine bereits im Alter von zehn Jahren im Jahr 1723. Er wurde 1733 zum Offizier befördert. Spiridow führte seit 1741 verschiedene Schiffe der Baltischen Flotte. Während des Siebenjährigen Krieges von 1756 bis 1763 kommandierte er ein Landungsunternehmen von 2000 Mann, als Peter Romanzow die Festung Kolberg in Pommern belagerte. 1762 wurde Spiridow zum Konteradmiral befördert und beauftragt, mit einem Geschwader unter seinem Kommando den Kontakt zur russischen Armee in Preußen zu sichern. 1764 wurde er Kommandant des Hafens von Tallinn und 1766 zu dem von Kronstadt.
Während des russisch-türkischen Krieges von 1768 bis 1774 führte Spiridow ein Geschwader, das von der Ostsee ins Mittelmeer verlegt wurde, um die Griechen im Sommer 1769 bei ihrem Kampf gegen die Türken zu unterstützen, der sogenannten Orlow-Revolte. Anfang 1770 hatte er das Kommando, als mit Hilfe einer Landegruppe Mistra, Arcadia und Navarino erobert wurden.
Am 5. Juli 1770 griff ein russisches Geschwader unter dem nominellen Kommando von Graf Alexei Grigorjewitsch Orlow mit Spidirow als Führer der Vorhut die türkische Flotte in der Straße von Chios an und zwang sie, sich in der Bucht von Tschesme zu verstecken. In der Nacht des 26. Juni zerstörte das russische Geschwader unter dem tatsächlichen Kommando von Spiridow und Samuel Greigh die türkische Flotte während der Schlacht zu Tschesme, was zur vorübergehenden Vorherrschaft Russlands in der Ägäis führte. In den Jahren 1771–1773 befehligte Spiridow die russische Flotte in dieser Region. Als er 1774 aus der russischen Marine ausschied, führten es viele auf seinen Groll darüber zurück, dass Orlow alle Ehre für seine Siege zuteilwurde.